# Fier
Fier – miasto w Albanii, stolica okręgu i obwodu o tej samej nazwie. W 2011 liczyło 55 845 mieszkańców. Jest największym miastem bez uniwersytetu w Albanii.
W pobliżu znajdują się ruiny starożytnej greckiej kolonii – Apolonii. Obejrzeć można tu ruiny miasta, a także zabytkowy bizantyjski klasztor.
W mieście rozwinął się przemysł chemiczny, spożywczy oraz rafineryjny.